# Zece ore de vânătoare
Zece ore de vânătoare (franceză Dix heures en chasse)  este o nuvelă umoristică scrisă de Jules Verne în 1881 și publicată în  Journal d'Amiens și Mémoires de l'Académie d'Amiens în 1882. În același an, o versiune remaniată a apărut în seria Călătorii extraordinare în continuarea romanului Raza verde.

## Intriga
Jules Verne relatează peripețiile sale în cadrul primei sale partide de vânătoare la care a participat la invitația unui prieten. Prezentată pe un ton auto-ironic, evenimentul îl face părtaș pe autor la o serie de evenimente amuzante.
În cursul partidei de vânătoare, Jules Verne reușește să doboare "o prepeliță sau un pui de potârniche", rănește un țăran și e nevoit să îi plătească despăgubiri, ciuruiește chipiul unui jandarm și, pentru a scăpa de amenda pe care acesta i-o dă pentru că vânează fără permis, se folosește de numele unui prieten care locuia la Paris.

### Capitolele povestirii
Povestirea are 11 capitole, fără titlu.

## Originea povestirii
Înainte să apară în cele două publicații din Amiens și în colecția lui Hetzel, povestirea a fost citită de autor pe 18 decembrie 1881 în ședință publică la Académie des Sciences, des Lettres et des Arts d'Amiens. Ilustrațiile au fost realizate de Gédéon Baril.

## Teme abordate în cadrul povestirii
- Vânătoarea (temă prezentă și în romanele Aventurile a trei ruși și trei englezi în Africa Australă și Casa cu aburi)
- Relatarea umoristică (prezentă în unele opere verniene, mai cu seamă în Școala Robinsonilor, Claudius Bombarnac, Testamentul unui excentric și Clovis Dardentor)
- Peripeții reale și imaginare ale autorului în Amiens (temă prezentă și în povestirea "Un oraș ideal")

## Lista personajelor
| - Autorul - Brétignot - Matifat - Pontcloué - Duvanchelle | - Baccara - Țăranul - Jandarmul - Prietenul din Paris - Ceilalți vânători |

## Traduceri în limba română
- 1975 - "Zece ore de vânătoare" - în volumul Doctorul Ox, Ed. Ion Creangă, Colecția "Jules Verne", vol. 7, traducere Sanda Radian
- 2010 - "Zece ore de vânătoare" - în volumul Doctorul Ox, Ed. Adevărul, Colecția "Jules Verne", vol. 7, traducere Sanda Radian, ISBN 978-606-539-145-1